# Mesa de Quintero (paroisse civile)
Pour les articles homonymes, voir Mesa de Quintero, Mesa et Quintero.
Mesa de Quintero est l'une des trois divisions territoriales et statistiques dont l'une des deux paroisses civiles de la municipalité de Guaraque dans l'État de Mérida au Venezuela. Sa capitale est Mesa de Quintero.